# Adolph Eckhardt
Adolph Eckhardt (* 13. April 1868 in Hamburg; † 1942 in Berlin) war ein deutscher bildender Künstler. Er wurde vor allem als Glasmaler, Maler und Radierer bekannt.

## Leben
Eckhardt studierte an den Kunstgewerbeschulen Hamburg, Karlsruhe, Berlin sowie an der Académie Julian in Paris.
Studienreisen führten ihn u. a. nach Italien, Süddeutschland, auf die Inseln Föhr und Rügen. 1892 bis 1899 unterrichtete Eckhardt an der Kunstgewerbeschule Hamburg (heute Hochschule für bildende Künste Hamburg am Lerchenfeld) mehrere Fächer und gehörte zu den Lehrern, die von dem 1886 zur Förderung des Kunstgewerbes gegründeten Kunstgewerbe-Vereins immer wieder zur Gestaltung von Plakaten, sowie Einladungs- und Speisekarten für das alljährlich gefeierte Stiftungsfest aufgefordert wurde.
1899 Umzug nach Wilmersdorf im Kreis Teltow bei Berlin, dort freischaffend tätig. Anstellung als künstlerischer Leiter für Schiffseinrichtungen bei Pfaff in Berlin.
Eckhardt zog nach Charlottenburg, Bismarckstraße 12. In der Ansbacher Straße 19 machte er sich 1907 gemeinsam mit B. Gojert selbstständig. Nachfolgend erfolgte die Gründung der „Werkstätten für Glasmalerei und Kunstverglasung“ unter seiner Adresse in der Bismarckstr.
1912 zog er in sein neu erbautes Haus am Irissee in Wilhelmshorst, Eibenstraße. Hier wohnte er bis Ende der 1930er Jahre. Die Ehe mit Anna, geborene von Bofinger, blieb kinderlos. Adolph Eckhardt war Mitglied im Hamburger Künstlerverein sowie Deutscher Werkbund.

## Werke
- Verglasungen Verlag Ernst Wasmuth A.G., Berlin 1905.
- Die Tapezierkunst Verlag Ernst Wasmuth A.G., Berlin 1906, gemeinsam mit Fritz Sauvage.
- 1905 – Wandmalereien im Hotel Clauss-Feist in Traben-Trarbach an der Mosel
- 1911 – Kunstverglasungen für die Turiner Ausstellung: Holländischer Fischer, Karrenschieberin, Schwarzwaldlandschaft, Marktfrauen
- 1912 – Verglasungen im Rathaus Birkenwerder (Kunstverglasungen Eckhardt & Gojert, Charlottenburg)
- 1926 – Entwurf des Wilhelmshorster Gemeindewappens
- 1942 fertigte und stiftete er drei Glasfenster[2] für die Evang. Kirche Wilhelmshorst

## Ausstellungen

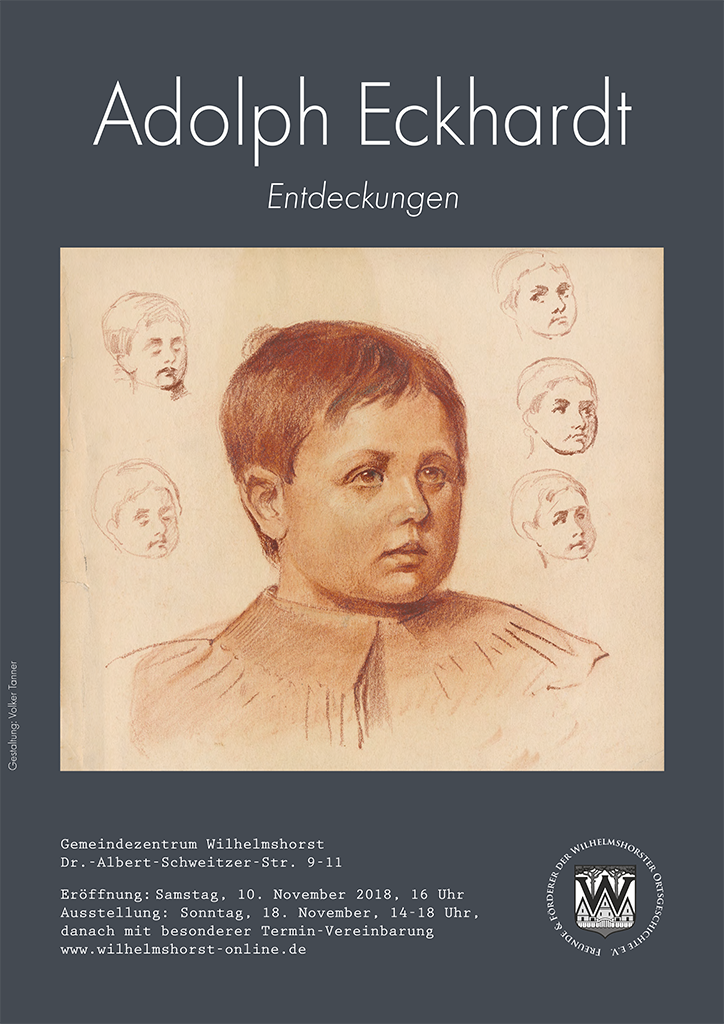

- Beteiligung Berliner Secession 1902 (Kirchgang), 1903 (Wege am Strand, Modell, Strand, Ernte (Radierungen)), 1904 und 1907
- 1907: Kunstausstellung Galerie Wertheim – Berlin
- 2007: Adolph Eckhardt – Ein vergessener Wilhelmshorster Jugendstilmaler – Wilhelmshorst
- 2018: Adolph Eckhardt – Entdeckungen – Wilhelmshorst

## Auszeichnungen
- Zeitschrift Deutsche Kunst und Dekor 1898 – Auszeichnung für Fliesenentwürfe
- Mailand 1906 – Goldene Medaille
- Turin 1911 – Grand Prix
- Leipzig 1912 – Goldene Medaille
- Malmö 1914 – Königlich Schwedische Medaille
- Berlin 1922 – Goldene Medaille
- Berlin 1925 – Goldene Medaille